# Angelika
Angelika  oder Angelica ist ein weiblicher Vorname griechisch-lateinischer Herkunft mit der Bedeutung „engelhaft“.

## Namenstag
Als Namenstage von Angelika gelten der 4. Januar und der 27. Januar.

## Verbreitung
Anfang des 20. Jahrhunderts war Angelika ein mäßig populärer weiblicher Vorname in Deutschland. In den vierziger Jahren stieg seine Häufigkeit stark an, so dass er vom Ende der Vierziger bis zum Ende der Fünfziger zu den zehn meistvergebenen Namen für neugeborene Mädchen gehörte. Mitte der Fünfziger war er sogar einige Male auf Platz eins der Häufigkeitsstatistik. In den Sechzigern ging die Verbreitung des Namens dann wieder deutlich zurück.

## Varianten
- englisch, italienisch: Angelica
- französisch: Angélique
- griechisch: Angeliki (Αγγελική)
- lettisch: Anželika
- niederländisch: Angelique
- polnisch: Andżelika
- spanisch: Angélica
- russisch: Anzhelika/Anschelika (Анжелика)

## Namensträgerinnen
Angelika:
- Angelika Ahrens (* 1972), österreichische Journalistin
- Angelika Barbe (* 1951), deutsche Bürgerrechtlerin
- Angelika Beer (* 1957), deutsche Politikerin (Bündnis 90/Die Grünen, Piratenpartei)
- Angelika Bode (* 1954), deutsche Politikerin
- Angelika Glodde (* 1950), deutsche Rennreiterin und Galopptrainerin
- Angelika Hartmann (1829–1917), deutsche Pädagogin
- Angelika Hartmann (1944–2023), deutsche Islamwissenschaftlerin
- Angelika Hofer (1957–2016), deutsche Verhaltensforscherin und Autorin
- Angelika Hurwicz (1922–1999), deutsche Theaterschauspielerin und Regisseurin
- Angelika Kallwass (* 1948), deutsche Fernsehmoderatorin und Psychotherapeutin
- Angelika Kauffmann (1741–1807), Schweizer Malerin
- Angelika Kirchschlager (* 1965), österreichische Opernsängerin
- Angelika Kleinknecht, Pseudonym von Simone Sonnenschein, deutsche Jazz-Saxophonistin
- Angelika Lang (* 1964), österreichische Radiomoderatorin und Sprecherin
- Angelika Levi (* 1961), deutsche Filmregisseurin
- Angelika Liebsch (* 1950), deutsche Leichtathletin
- Angelika Mann (* 1949), deutsche Sängerin und Schauspielerin
- Angelika Mechtel (1943–2000), deutsche Schriftstellerin
- Angelika Meissner (1939–2018), deutsche Filmschauspielerin
- Angelika Mettke (vor 1968), deutsche Ingenieurin und Trägerin des dt. Umweltpreises 2016
- Angelika Mielke-Westerlage (* 1954), Bürgermeisterin von Meerbusch
- Angelika Milster (* 1951), deutsche Schauspielerin und Sängerin
- Angelika Nebel (* 1947), deutsche Pianistin, Klavierpädagogin und Hochschulprofessorin
- Angelika Niedetzky (* 1979), österreichische Schauspielerin, Kabarettistin und Moderatorin
- Angelika Overath (* 1957), deutsche Schriftstellerin, Journalistin und Literaturwissenschaftlerin
- Angelika Redder (* 1951), deutsche Germanistin
- Angelika Schrobsdorff (1927–2016), deutsche Schriftstellerin
- Angelika Schmidt-Koddenberg (geborene Schmidt; * 1955), deutsche Soziologin und Hochschullehrerin
- Angelika Speitel (* 1952), deutsche Terroristin
- Angelika Unterlauf (* 1946), deutsche Fernsehjournalistin und Nachrichtensprecherin
- Angelika Weiz (* 1954), deutsche Sängerin

Angelica:
- Angelica Adelstein-Rozeanu (1921–2006), rumänische Tischtennisspielerin
- Angelica Balabanova (1869–1965), international tätige sozialistische Politikerin und Publizistin
- Angelica Bäumer (1932–2025), österreichische Kunstkritikerin, Ausstellungs-Kuratorin und Autorin
- Angelica Bella (1968–2021), ungarisch-italienische Pornodarstellerin
- Angelica Bengtsson (* 1993), schwedische Stabhochspringerin
- Angelica Blechschmidt († 2018), deutsche Art-Direktorin
- Angelica Bridges (* 1970), US-amerikanische Schauspielerin und Fotomodell
- Angelica Catalani (1780–1849), italienische Opernsängerin
- Angelica Costello (* 1978), US-amerikanische Pornodarstellerin und Schauspielerin
- Angelica Domröse (* 1941), deutsche Schauspielerin
- Angelica Mandy (* 1992), britische Schauspielerin
- Angelica May (1933–2018), deutsche Cellistin und Musikpädagogin
- Angelica Page (* 1964), US-amerikanische Schauspielerin
- Angelica Schwall-Düren (* 1948), deutsche Politikerin (SPD)
- Angélica Simari Birkner (* 1994), argentinische Skirennläuferin
- Angelica Sin (* 1974), US-amerikanische Pornodarstellerin, Schauspielerin und Wrestlerin
- Angelica Wallén (* 1986), schwedische Handballspielerin

Anjelica:
- Anjelica Huston (* 1951), US-amerikanische Schauspielerin